# Mlini (Župa dubrovačka)
Mlini är ett samhälle i kommunen Župa dubrovačka i Kroatien. Samhället har 943 invånare (2011).